# Gabu (sector)
Gabu é um sector da região administrativa de Gabu na Guiné-Bissau com 2,122,8 km²  Possui uma cidade com o mesmo nome.

## Dados gerais
Superficie: 2.122.8 km²
População: 81.495 Hab.(2009)
Administrador do Setor em 2017 :Adulai Bobo Sissé
Região: Gabu

## Localidades
Cidades: Gabu (41.612 Hab. em 2009)
Outras Localidades: Carabel ,Bambadinca ,Sancaba ,Huda ,Banje ,Sumacunda ,Sare Delo Maunde ,Coiada ,Canhaque ,Gataba Afia ,São José ,Canjia ,Sintchã Arfam ,Canjadude ,Sintchã Tombo.

## Demografia

### População
81.495 habitantes (de acordo com os dados finais Censo 2009)

#### População Urbana/Rural
População Urbana: 41.612 Pessoas em 2009
População Rural: 39.883 Pessoas em 2009

#### Estrutura etária
0-14 anos: 44,1% (35.952 Pessoas) em 2009
15-64 anos: 52,9% (43.084 Pessoas) em 2009
65 anos e mais: 3,0% (2.459 Pessoas) em 2009

#### Homens/Mulheres
Homens: 39.648 Pessoas em 2009
Mulheres: 41.847 Pessoas em 2009